# Alexander Winterberger
Alexander Winterberger   (Weimar, 14 d'agost de 1834 - Leipzig, 23 de setembre de 1914) fou un organista i compositor alemany. Es recorda sobretot per la seva associació amb Franz Liszt, en particular per la seva estreta implicació amb les dues grans fantasies d'orgue que Liszt va escriure per a l'orgue de la catedral de Merseburg, la fantasia i la fuga en la coral "Ad nos ad salutarem undam" i la "fantasia i la fuga en el tema BACH".
Va estudiar a Weimar amb l'organista municipal de Weimar Johann Gottlob Töpfer (1791-1870). Tot i que també va estudiar sota Franz Liszt fins al 1853, va estar al "cercle exterior" dels estudiants, és a dir, no entre aquells amb qui Liszt va passar més temps i va estar en termes personals més íntims. Va mostrar un domini dels registres nous, que en alguns casos Liszt i ell van treballar junts. Winterberger havia estat un company de classe de Julius Reubke a Berlín, i va ser un element clau perquè Reubke decidís venir a Weimar per estudiar amb Liszt.
El 1855 Liszt va inspeccionar la construcció del nou orgue a la catedral de Merseburg i va decidir escriure (algunes fonts diuen que li van encarregar a Winterberger) una obra magnífica per a la inauguració oficial: la seva Fantasia i la fuga en el tema BACH. La data estava fixada per al 26 de setembre de 1855, però el 22 de setembre la Fantasia encara no estava preparada. En canvi, va decidir que Winterberger estrenés la versió revisada de Fantasia i Fuga en la coral "Ad nos ad salutarem undam" (havia estat publicada el 1852, però Liszt la va revisar més d'una vegada, més recentment el 1855). Van assajar l'obra junts pocs dies abans de la inauguració oficial.
La BACH Fantasy and Fugue, dedicada a Winterberger, va tenir finalment la seva estrena el 13 de maig de 1856, de nou a la catedral de Merseburg. En la mateixa ocasió Winterberger també va interpretar l'arranjament de Liszt de lOverture Festive Church a la coral " Ein feste Burg " ("Una fortalesa poderosa") d'Otto Nicolai.
Winterberger va recórrer els Països Baixos el 1856, rebent molt d'elogis per les seves actuacions de les dues fantasies i fugues de Liszt. El 31 d'agost de 1856 va interpretar a l'orgue en l'estrena de la Missa solennis zur Einweihung der Basilika de Liszt a Gran (Gran Missa) de Liszt, a la inauguració de la basílica Esztergom, dirigida pel compositor, en presència de l'emperador Francesc Josep I d'Àustria i la seva cort vienesa.
Winterberger va arranjar l'òrgan Preludi de Liszt de 1859 a la Cantata Weinen, Klagen, Sorgen, Zagen de Bach, originalment escrit per a piano. En 1886-87 va recopilar i publicar 12 volums d'exercicis tècnics compostos per Liszt. Winterberger va editar les sonates de piano de Beethoven, amb prefaci i anotacions, Edició "Musikwoche", impresa a Leipzig, (Bibliographische Anstalt Adolph Schumann).
Va viure en diversos temps a Viena, Sant Petersburg i Leipzig; Els seus alumnes a Viena van incloure Samuel de Lange (fill).
El retrat fotogràfic d'Alexander Winterberger de Sergey Lvovich Levitsky es troba al Museu Memorial State PI Txaikovski de Klin, Rússia.